# Masahisa Fukase
Masahisa Fukase (深瀬 昌久 Fukase Masahisa?, Bifuka, 25 de febrero de 1934 - Tokio, 9 de junio del 2012) fue un fotógrafo japonés.
Sus padres disponían de un estudio fotográfico y estaban especializados en el retrato. Estudió fotografía en la Universidad Nihon de Tokio. Aunque al finalizar sus estudios trabaja en diversos medios editoriales y de publicidad, decidió en 1968 convertirse en fotógrafo independiente. En 1971 publicó su primer libro fotográfico con el título de "Homo Ludens".
Su trabajo creativo tuvo como objeto central su esposa Yoko a la que estuvo realizando retratos y desnudos durante más de diez años.  En 1977 recibió el Premio Ina Nobuo y un año después realizó la primera exposición de las fotografías de Yoko en el Salón Nikon de Tokio. 
Tras su divorcio ese mismo año, su obra se dirigió hacia el paisaje y los amaneceres de la isla de Hokkaidō en la que se refugió, dedicando especial atención a los cuervos como un símbolo del dolor de la separación. De este estado surgió su obra más conocida a nivel internacional que pudo contemplarse por primera vez en una exposición el año 1979 con el título de Karasu (Cuervos), su obra de esos años se publicó en 1986 con el formato de un libro fotográfico que está considerado por diversos autores como una obra maestra. Recibió en 1992 el Premio Higashikawa.
En 1992 sufrió una caída por unas escaleras, al parecer encontrándose en estado de embriaguez, que le produjo una situación de coma, murió en 2012 después de veinte años inconsciente.